# Guldfågeln
Guldfågeln (engelsk originaltitel: The Spoilers) är en amerikansk film från 1942 i regi av Ray Enright. Filmen baseras på romanen Alaskaflickan (även Äventyrare) av Rex Beach. Filmen handlar om guldrushen i Nome i Alaska 1898.

## Rollista (urval)
- Marlene Dietrich - Cherry Malotte
- Randolph Scott - Alexander McNamara
- John Wayne - Roy Glennister
- Margaret Lindsay - Helen Chester
- Harry Carey - Al Dextry
- Richard Barthelmess - Bronco Kid Farrow
- George Cleveland - Banty
- Samuel S. Hinds - Judge Horace Stillman
- Russell Simpson - Flapjack Sims
- William Farnum - Wheaton
- Marietta Canty - Idabelle
- Jack Norton - Mr. Skinner